# Coquimatlán
Coquimatlán ist eine landwirtschaftlich geprägte Kleinstadt im mexikanischen Bundesstaat Colima. In Coquimatlán liegt der Campus für Ingenieurwissenschaften der Universität von Colima.